# Theresia Kiesl
Theresia Kiesl (née le 26 octobre 1963 à Sarleinsbach) est une athlète autrichienne spécialiste du 1 500 mètres. 

## Biographie
Theresia Kiesl est mariée à Manfred Kiesl et mère de deux enfants, nés en 1987 et 1994. Depuis 2003, elle est membre du Parlement de Haute-Autriche pour l’ÖVP.
Elle a été impliquée dans un scandale de dopage en 2006 qui impliquait également Stefan Matschiner (de), un ami de son mari. Des agents dopants ont été confisqués à son domicile en 2007.

### Palmarès
| Date | Compétition                    | Lieu      | Résultat | Performance   |
| ---- | ------------------------------ | --------- | -------- | ------------- |
| 1992 | Championnats d'Europe en salle | Gênes     | 5e       | 4 min 08 s 82 |
| 1993 | Championnats du monde          | Stuttgart | 6e       | 4 min 08 s 04 |
| 1996 | Jeux olympiques                | Atlanta   | 3e       | 4 min 03 s 02 |
| 1998 | Championnats d'Europe en salle | Valence   | 1re      | 4 min 13 s 62 |

### Records
| Épreuve      | Épreuve      | Performance   | Lieu      | Date             |
| ------------ | ------------ | ------------- | --------- | ---------------- |
| 1 500 mètres | En plein air | 4 min 03 s 02 | Atlanta   | 3 août 1996      |
| 1 500 mètres | En salle     | 4 min 06 s 99 | Stuttgart | 1er février 1998 |